# Centroctenus irupana
Centroctenus irupana är en spindelart som beskrevs av Antonio D. Brescovit 1996. Centroctenus irupana ingår i släktet Centroctenus och familjen Ctenidae.
Artens utbredningsområde är Bolivia. Inga underarter finns listade i Catalogue of Life.